# Argavand, Ararat
Argavand är en ort i Armenien.   Den ligger i provinsen Ararat, i den centrala delen av landet, 7 kilometer väster om huvudstaden Jerevan. Argavand ligger 885 meter över havet och antalet invånare är 1 703.
Terrängen runt Argavand är platt åt sydväst, men åt nordost är den kuperad. Runt Argavand är det mycket tätbefolkat, med 3 757 invånare per kvadratkilometer.. Närmaste större samhälle är Jerevan, 6,8 kilometer öster om Argavand.
Runt Argavand är det i huvudsak tätbebyggt.